# Emilio Sagi Liñan
Emilio Sagi Liñán (n. 15 martie 1900 - d. 25 mai 1951) a fost un fotbalist spaniol de care a jucat pe postul de atacant. A jucat la clubul FC Barcelona și la echipa națională de fotbal a Spaniei.